# Brive-la-Gaillarde
Brive-la-Gaillarde er en stor fransk provinsby. Den er beliggende i departementet Corrèze.